# Pterygotrigla urashimai
Pterygotrigla urashimai är en fiskart som beskrevs av Richards, Yato och Last 2003. Pterygotrigla urashimai ingår i släktet Pterygotrigla och familjen knotfiskar. Inga underarter finns listade i Catalogue of Life.